# Osiedle Zarzecze (Świdnica)
Osiedle Zarzecze – osiedle mieszkaniowe położone we wschodniej części Świdnicy.
Osiedle Zarzecze jest oddzielone od Starego Miasta przez rzekę Bystrzycę. Główną osią tej części miasta jest ulica Mikołaja Kopernika, wzdłuż której znajdują się punkty handlowe i usługowe. Zarzecze znajduje się w dekanacie świdnickim wschodnim w diecezji świdnickiej i podlega znajdującej się tu Parafii Miłosierdzia Bożego. Północną część osiedla zajmują tereny dawnej Świdnickiej Fabryki Urządzeń Przemysłowych (fabryka Främbs & Freudenberg), która istniała od 1868. Na północnym krańcu ulicy Kliczkowskiej znajduje wczesnośredniowieczne grodzisko oraz neoklasycystyczny pałac fabrykancki wybudowany w II połowie XIX wieku.